# Tilikva australská
Tilikva australská (Tiliqua scincoides) je druh scinka. Nativně se vyskytuje v Austrálii a na ostrovech Tanimbar a Babar v provincii Maluku v Indonésii.

## Popis
Jedná se o suchozemského ještěra měřícího až 60 centimetrů na délku a vážícího až 1 kilogram. Má statné tělo a krátké nohy. Má proměnlivou barvu, ale obecně má pruhovaný vzor. Její jazyk má modrofialovou až kobaltově modrou barvu. Kvůli charakteristicky modrému jazyku a zvědavé povaze je v západních zemích populární jako společenské zvíře.
Tato ještěrka je aktivní ve dne. Je všežravá, živí se hmyzem, plži, žábami, jinými plazy, drobnými ptáky, malými savci, mršinami, některým rostlinným materiálem, ovocem a houbami. Je ovoviviparní, vajíčka se líhnou uvnitř těla samice; rodí pak 5 až 25 živých mláďat na vrh. Je známo, že tento druh žije více než 30 let. Je to přizpůsobivé zvíře, které často nachází stanoviště v městských a předměstských oblastech, včetně obytných oblastí Sydney. Ještěrka je v těchto oblastech považována za prospěšnou, protože pojídá i zahradní škůdce, jako jsou slimáci a hlemýždi.
Když je ohrožena, může zasyčet a odhalit svůj modrý jazyk, čímž zaskočí potenciální predátory. Existují tři barevné morfy tilikvy: albín, divoký typ a melanistický. V teplém prostředí mají divoký typ tilikvy a melanistická tilikva kůži s nižší odrazivostí ve srovnání s albínem, proto mohou tito dva ještěři zahřívat svá těla rychleji.

## Predátoři
Mezi predátory Tilikvy patří ptáci Raroh proměnlivý nebo Ledňák obrovský. Také velcí hadi jako Pakobra východní, Pakobra australská a další Pakobry.
Také je mohou v oblasti předměstí ohrozit psi a kočky.

## Galerie

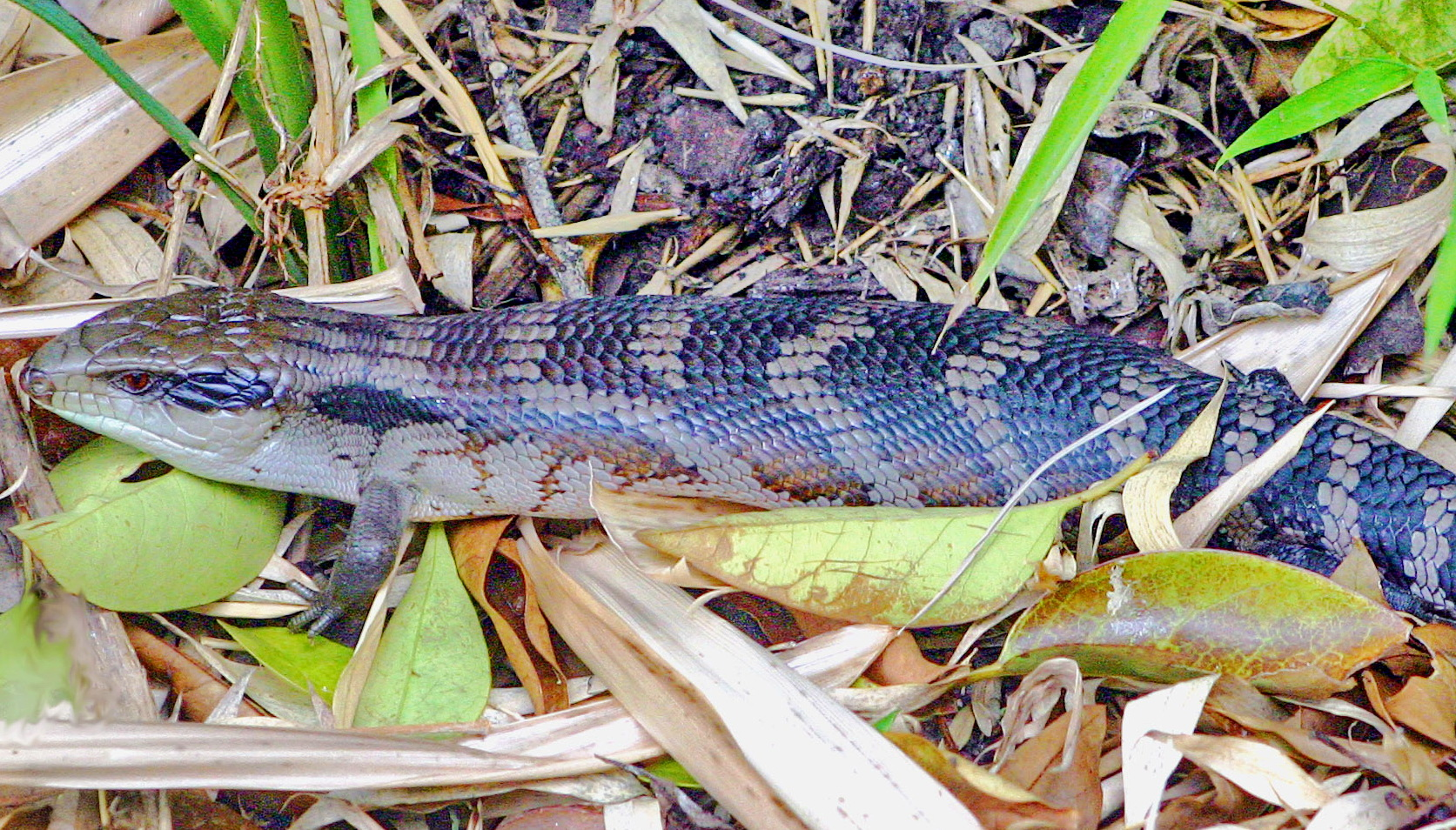
Eastern blue-tongued lizard
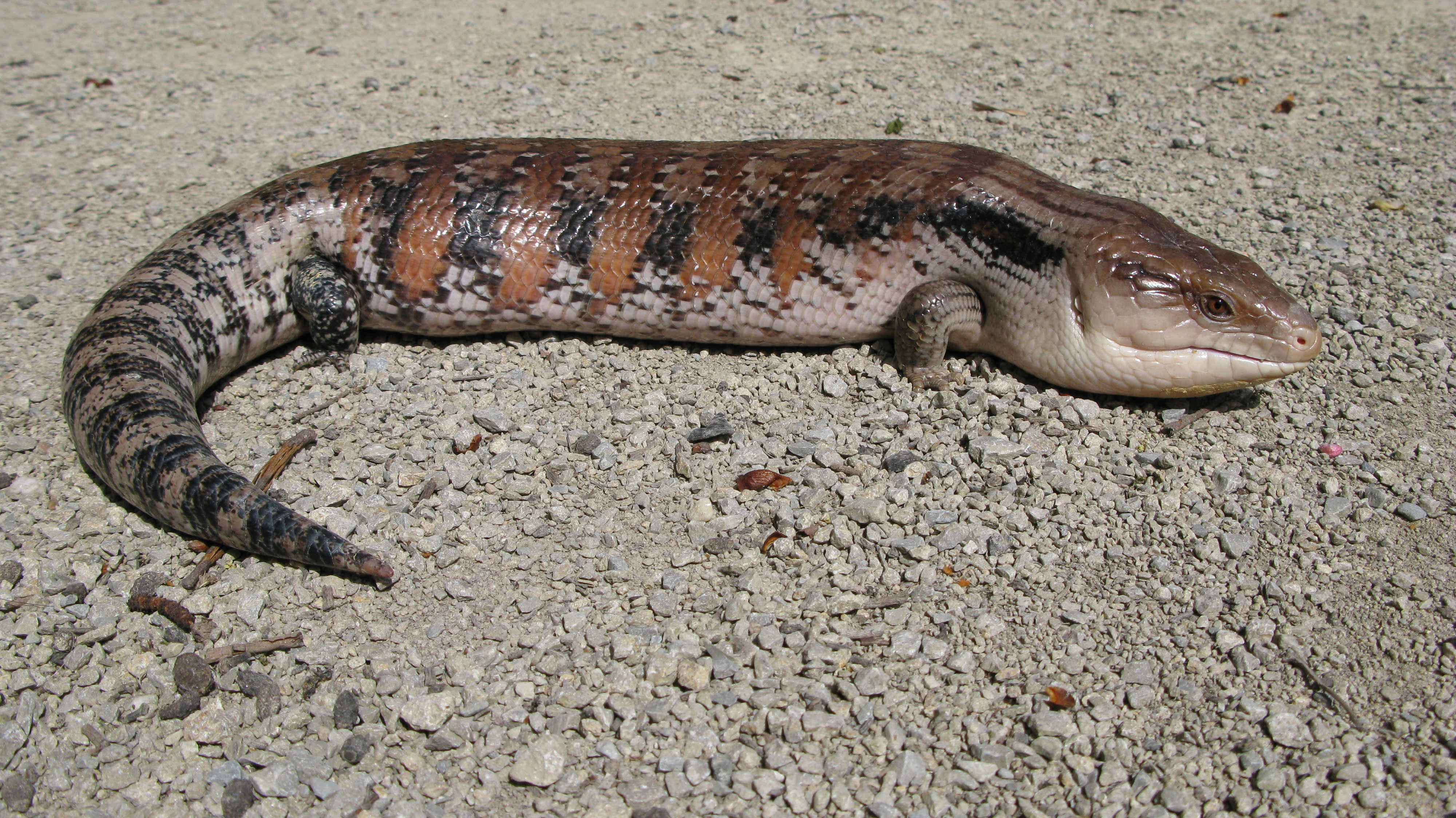
Northern blue-tongued skink
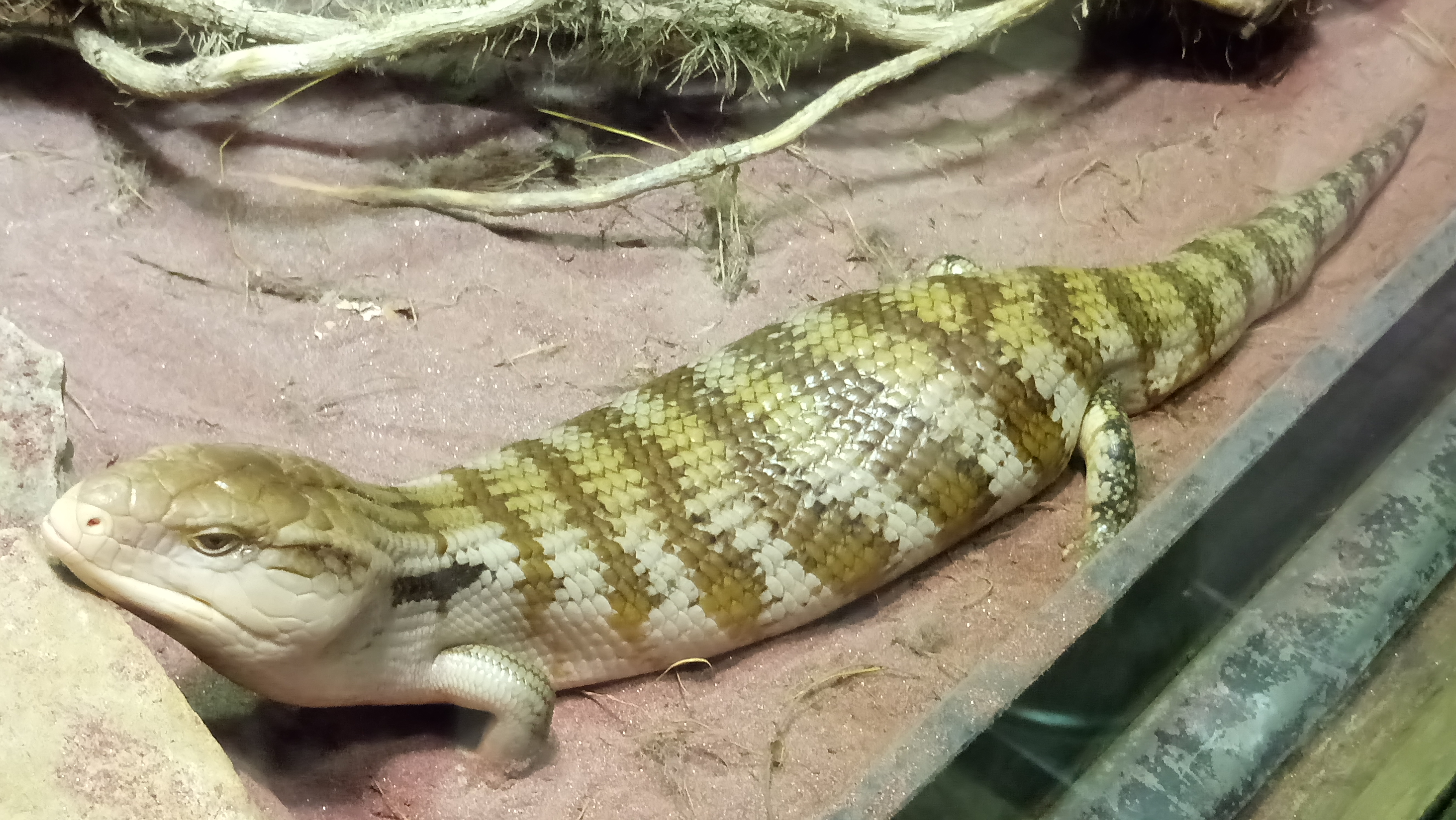
Tanimbar blue-tongued skink
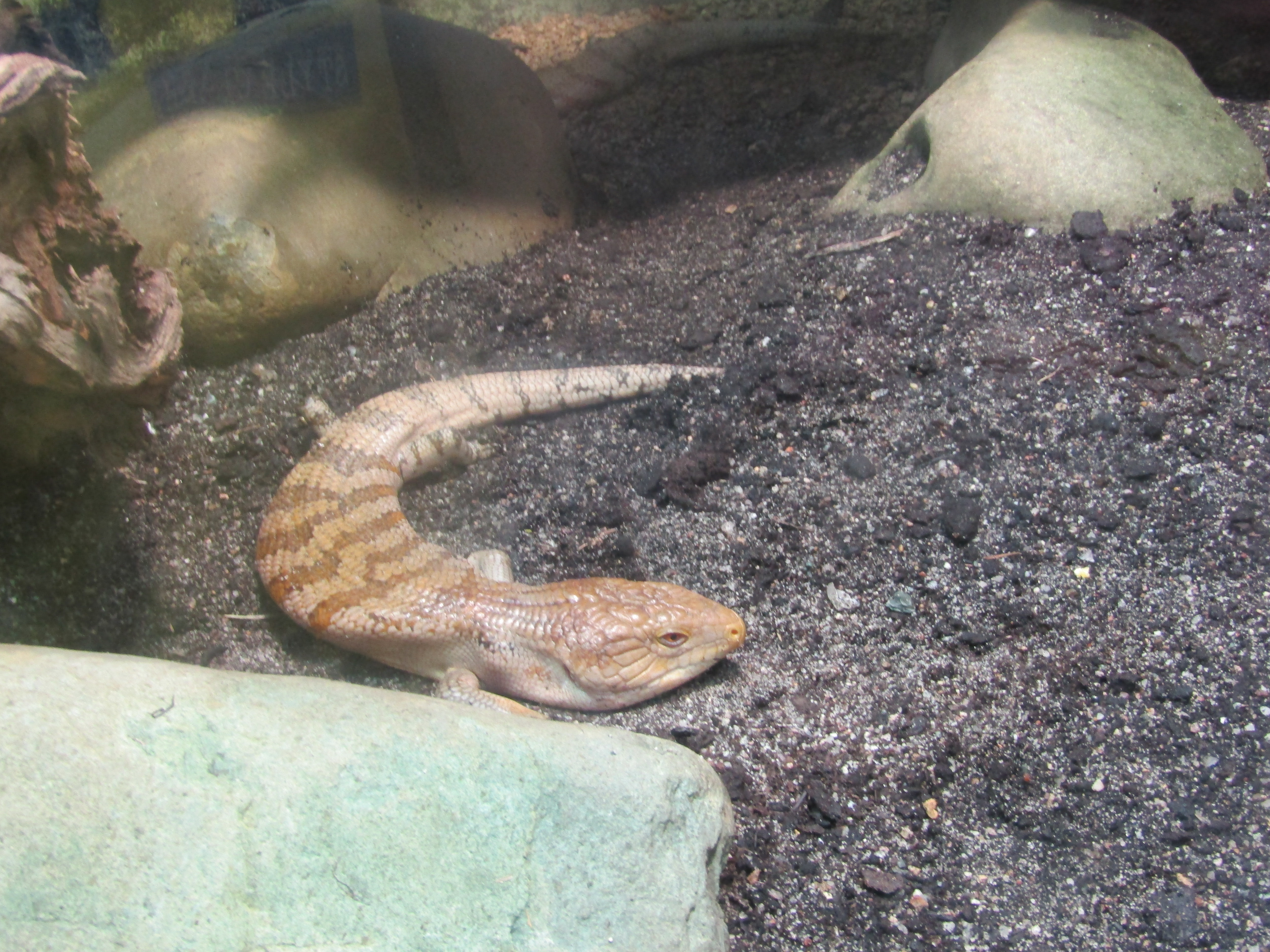
Tanimbar blue-tongued skink